# Cetinje
Cetinje (srbsky Цетиње) je město v Černé Hoře, ležící v jižní části země, 35 km jihozápadně od hlavního města Podgorice. Žije zde 15 137 obyvatel. Do roku 1918 bylo hlavním městem Černohorského knížectví a poté království a v rámci Jugoslávského království pak už jen správním sídlem Zetské bánoviny.
Město vzniklo na tzv. Cetinjském poli, krasovém poli o rozloze 7 km2. Leží v nadmořské výšce 670 m n. m.
Svůj význam si město získalo v časech nezávislé Černé Hory, kdy mělo statut hlavního města. Sídlili zde panovníci země z dynastie Petrovićů-Njegošů, diplomatická zastupitelství cizích států a hlavní černohorské kulturní i církevní instituce. Po začlenění do Jugoslávie ztrácela Cetinje svou důležitost, významnější průmysl se tu nikdy nerozvinul a město se postupně stávalo „městem-muzeem“. Po přestěhování hlavního města do Podgorice (v červenci 1946) nastala definitivně éra stagnace. Po obnovení černohorské nezávislosti (2006) se uvažuje, že se některé státní orgány přesunou do Cetinje zpět[zdroj?], aby došlo k oživení města a byl zdůrazněn jeho historický význam.

## Název
Název města vznikl podle řeky Cetina a ta zase podle staroslovanského slova kaito, které označovalo les.[zdroj?]. V předreformní podobě srbského/černohorského jazyka se v cyrilici zapisovalo jako Цетинѣ. V řečtině je doložena podoba názvu Κετίγνη, v turečtině jako Çetince. Etymologie názvu je odlišná od obce Cetyně, která se nachází v okrese Příbram. 

## Klimatické poměry
Klima je mírné a ovlivněné kontinentálním klimatem. Léta bývají teplá a suchá s průměrnou teplotou okolo 20 °C, zimy jsou chladné a vlhké s průměrnou teplotou okolo 2 °C. Prší většinou na podzim; Cetinje patří k nejdeštivějším městům v Evropě a patřilo také k nejdeštivějším městům v bývalé Jugoslávii. Na území města Cetinje se nenacházejí žádné významnější vodní toky.

## Historie

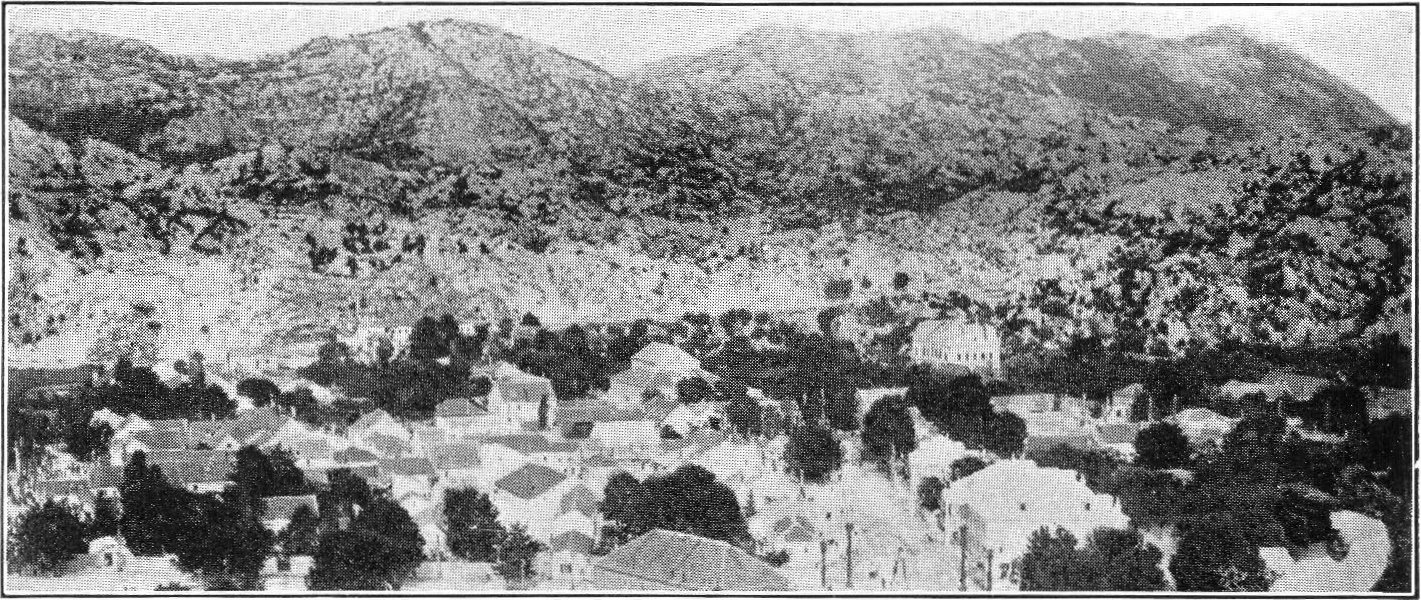
Historický snímek Cetinje

Oblast Cetinje byla osídlena již v době kamenné, což dokazují nálezy v nedaleké jeskyni Lipska pećina. Město samotné vzniklo v 15. století a bylo pojmenováno podle řeky Cetina, resp. podle místního krasového pole. V roce 1482 se zde usídlil legendární vůdce Černohorců Ivan Crnojević poté, co jej Turci vytlačili do hor a musel opustit své dřívější sídlo, Žabljak. Volba na odlehlé krasové pole padla právě proto, aby bylo místo před Turky dobře ubránitelné. Turci město třikrát obsadili, v letech 1623, 1687 a 1712, nikdy se jim tu však nepodařilo zůstat trvale. Vzniklé sídlo se kvůli neustálému riziku tureckému vpádu nemohlo nikterak významněji rozšiřovat. V roce 1484 Ivan Crnojević nechal zbudovat klášter zasvěcený Panně Marii s královskou hrobkou. Město Ulcinj na jihu země se stal sídlem pravoslavných metropolitů, kteří tu sídlí dodnes. Ze starého kláštera ale zbyly jen ruiny. Jeho nástupce Đorđe Crnojević nainstaloval v klášteře Obod v městě Rijeka Crnojevićova první balkánskou tiskárnu, která byla vyrobena v Benátkách a velmi obtížně přepravena. V roce 1493 zde byla vytištěna první kniha.
V 19. století vrostl vliv Cetinje poté, co Petr II. Petrović-Njegoš úspěšně sjednotil 35 kmenů a vytvořil tak základ černohorského státu. Je pochován v mauzoleu na vrcholku hory Jezerski vrh v národním parku Lovćen. Od roku 1831 sídlil v Cetinji také senát.

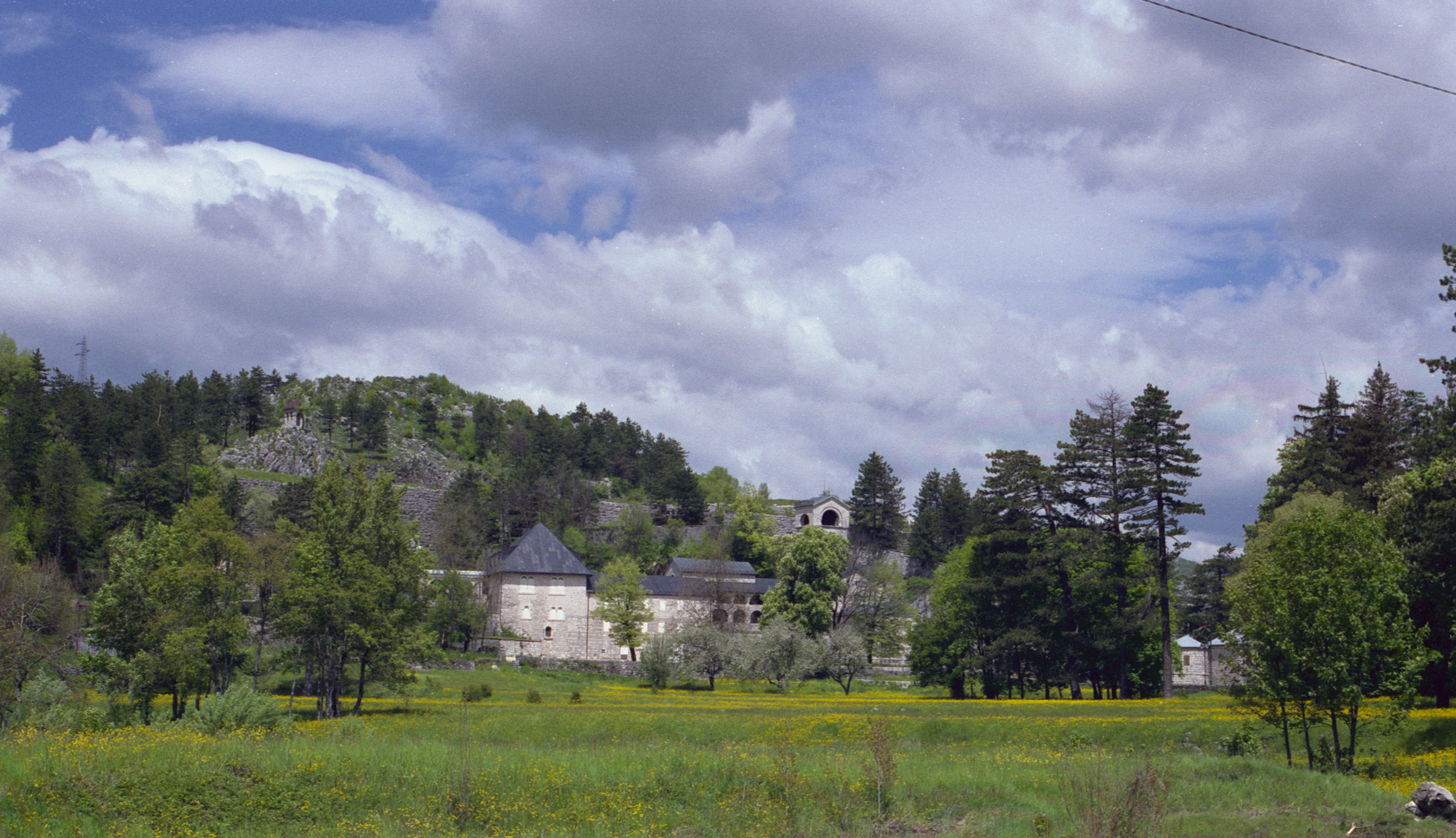
Park okolo Cetinjského kláštera

Za vlády krále Nikoly I. na přelomu 19. a 20. století tu došlo k velkému rozvoji. Tehdy mělo Cetinje jen dvě hlavní ulice; Katunska ulica a Dvorska ulica. Podle dobových svědectví zde žilo asi šestnáct set lidí. Bylo rozhodnuto o vzniku pravidelné uliční sítě a moderních budov. Vznikl například první hotel. Postavena i dívčí škola a nemocnice. V roce 1896 byla otevřena první čítárna. Upraveny byly také první silnice, nejprve k jednotlivým přístavům (1879) a poté do Podgorici. Ulice byly osázeny stromořadími. Roku 1891 zde byl postaven vodovod. Voda byla dovedena z Obzovice z lokality s názvem Grohot. Vyrostly zastupitelské úřady jednotlivých evropských zemí. Mnohé ambasády se nachází vedle sebe, navíc i když vznikly v jedné době tak mají každá svůj osobitý architektonický styl.
Možnosti rozvoje Cetinje však byly vzhledem k malému množství úrodné půdy v okolí města omezené; dále se město šířit nemohlo a krasová krajina s vysokými kopci představovala bariéry i pro obchod. Podle černohorského sčítání lidu z roku 1909 žilo v Cetinji 5895 obyvatel. Ještě roku 1910 byla otevřena elektrárna a nová vládní budova. Větší plány rozvoje města přerušily balkánské války a potom první světová válka.
Město bylo osvobozeno dne 4. listopadu 1918 po několika letech Rakousko-uherské okupace jednotkami srbské armády. Sjednocení Černé Hory se Srbskem však vedlo k značné nelibosti části obyvatel. Znamenalo kromě konce nezávislosti i konec Cetinje jako hlavního města; nový stát měl svojí metropoli ve vzdáleném Bělehradu. Již na přelomu let 1918 a 1919 vypuklo na území dnešní Černé Hory tzv. Vánoční povstání, v rámci něhož došlo k protestům i v metropoli zanikající černohorské monarchie. 
Město však neztratilo svojí pozici zcela. Od roku 1922 bylo centrem tzv. Zetské oblasti a po roce 1929 bylo metropolí tzv. Zetské bánoviny, k níž kromě Černé Hory patřily i některé části dnešního Srbska, Kosova a Bosny a Hercegoviny. Jugoslávští politici se tímto krokem snažili využít existující infrastruktury města. I přes chabé ekonomické možnosti meziválečné Jugoslávie však existoval i v Cetinje určitý rozvoj. V roce 1935 bylo otevřeno gymnázium knížete Petra. Zvyšoval se postupně také počet obyvatel, byť místní obyvatelstvo žilo těžce a běžné byly vysoké dluhy místních sedláků.
Dne 13. listopadu 1944 město obsadili komunističtí partyzáni a osvobodili jej od fašistické nadvlády. Město osvobodila 10. úderná černohorská brigáda. Jen o několik dní později zde byla založena partyzány rozhlasová stanice, která vysílala do celé Černé Hory. Nedlouho příchodu partyzánského vojska bylo nicméně rozhodnuto o zastřelení 28 místních obyvatel bez jakéhokoliv soudu.

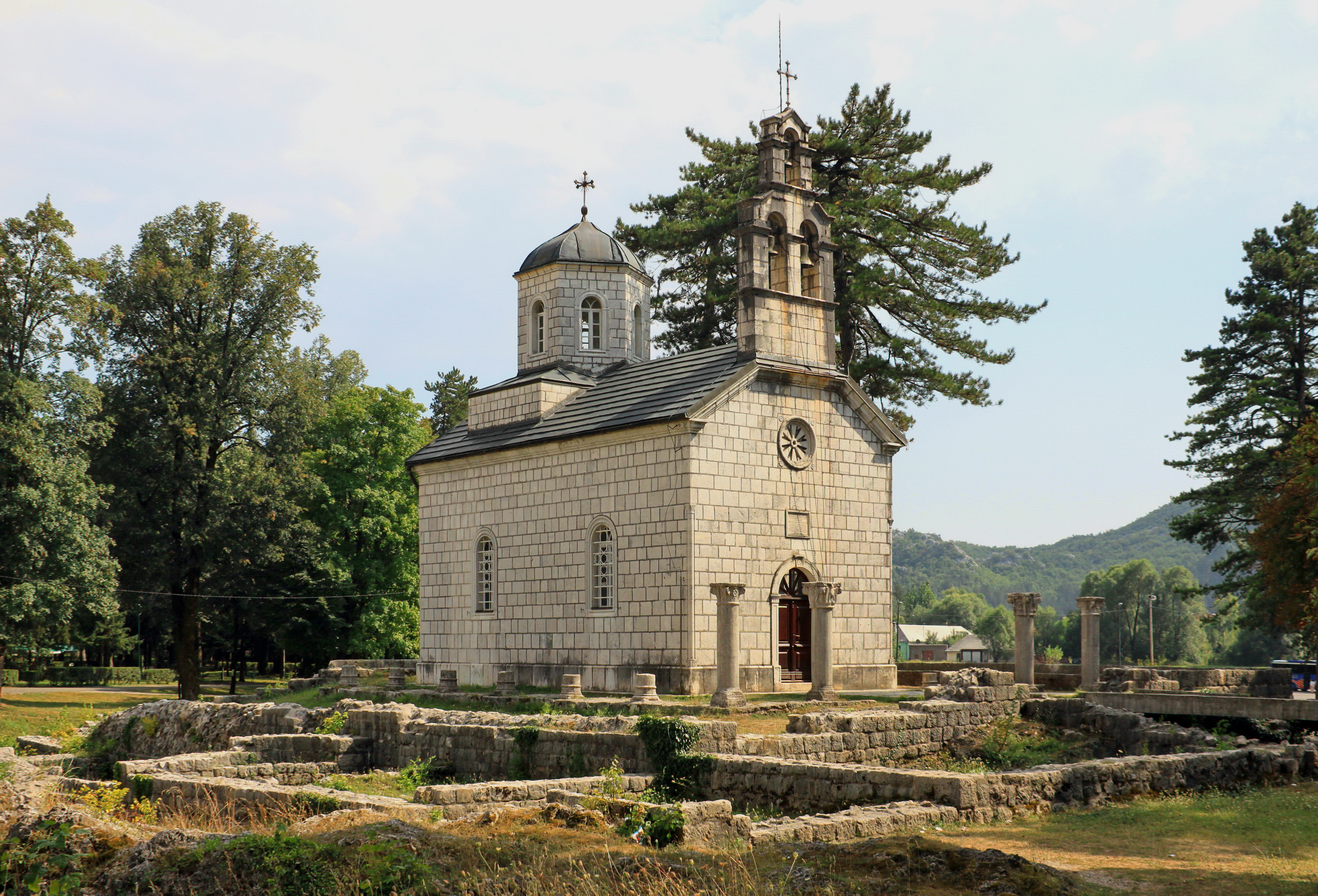
Královský kostelík v Cetinje, v pozadí Palác krále Nikoly I.

Po druhé světové válce bylo hlavní město Černé Hory v rámci Jugoslávie přemístěno do Podgorici. To znamenalo z hlediska rozvoje Cetinje nástup stagnace a krize. Přesto zde vzniklo umělecké sdružení ULUCG (již v roce 1946), které mělo sdružovat všechny výtvarné umělce v Černé Hoře. V roce 1948 zde byl také založen Svaz komunistů Černé Hory. Nicméně i zde byla nakonec realizována industrializace regionu. V severní části města byla zbudována továrna na výrobu ledniček společnosti Obod. Společnost Košuta zde vyráběla obuv. Zmodernizovány byly silnice do dalších sídel, rozšířen vodovod. Historický význam města znamenal, že si Cetinje uchovalo svůj původní ráz. Budovy bývalých ambasád byly nově využity pro různé kulturní a republikové instituce, například pro muzea apod. Do historického jádra města nebylo významněji zasaženo až na několik výjimek, a to na počátku 60. let a 80. let 20. století. Jednalo se např. o hotel Grand, který v této době vznikl. 
V roce 1967 se v Cetinji konala Mezinárodní matematická olympiáda. 
V srpnu 2022 došlo ve městě k nejhorší masové střelbě v moderních dějinách Černé Hory, při které útočník zastřelil 11 lidí a 6 zranil.
Cetinje je dnes považováno za národní významné historické a kulturní místo z hlediska černohorské státnosti. Město hostí Fakultu umění, hudby a dramatu Univerzity Černé Hory .

## Obyvatelstvo
Podle černohorského sčítání lidu v roce 2011 mělo město Cetinje 13 918 obyvatel, z nichž 12 705 (91,28 %) se deklarovalo jako Černohorci a 539 (3,87 %) jako Srbové. Ve městě navíc žijí příslušníci jiných skupin obyvatel, převážně národností bývalé Jugoslávie. Obec Cetinje (općina) měla 16 657 obyvatel, z nichž 15 082 (90,54 %) se označilo za Černohorce a 727 (4,36 %) za Srby. Obec zahrnuje i okolní sídla.
Černohorština byla mateřským jazykem pro 83 % obyvatel regionu (nejvyšší podíl v Černé Hoře) a srbština byla mateřským jazykem pro 11 % obyvatel. 92,1 procenta obyvatelstva bylo pravoslavných, 0,9 procenta katolíků, 0,4 procenta muslimů, 1,4 procenta ateistů.

## Turistika
Po druhé světové válce bylo město relativně zanedbáváno. Město bylo rozvíjeno jako průmyslové centrum, průmysl zde ovšem ztroskotal po zhroucení socialistického hospodářství. Větší industrializaci zabránil nedostatek dobrého spojení (chybějící železnice a jen méně vhodné silnice)
Cetinje je na rozdíl od přímořských letovisek Budva a Kotor především atraktivní jako kulturní a duchovní centrum Černé Hory a hraje tak důležitou roli v dějinách Černé Hory.
Většina historicky i státoprávně významných budov se nachází v jihozápadní části současného města.

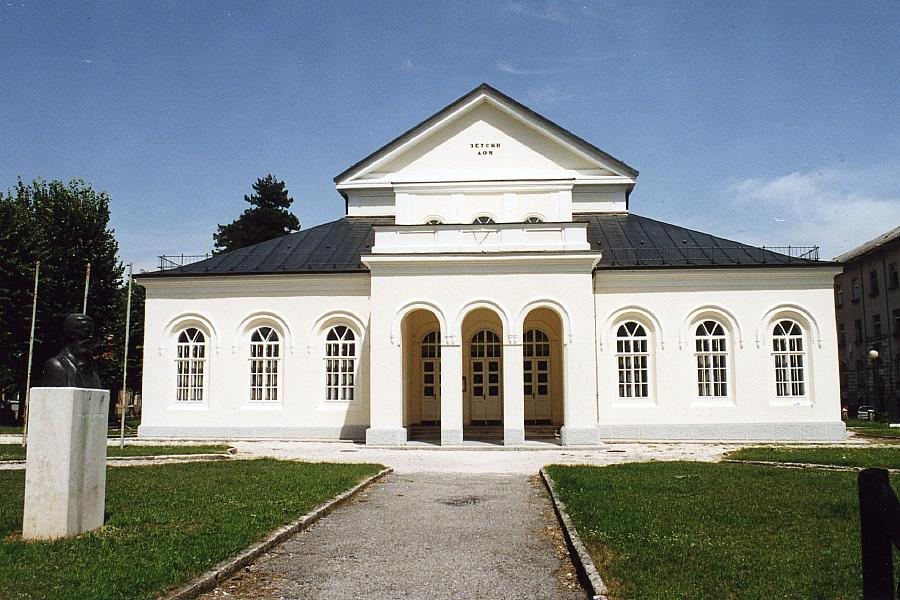
Černohorské královské divadlo

Cetinje má mnoho zajímavých míst, mezi kterými jsou např. Cetinjský klášter, kostel Vlaška (postavena v roce 1450), Biljarda, četná muzea, Zetski dom královského divadla a historické zahraničních ambasády. Nejvýznamnější budovou je v Cetinje černohorský královský palác Nikoly I., dnes národní muzeum.
Královská hrobka v Cetinje zahrnuje ostatky některých členů bývalé černohorské královské rodiny, mj. i krále Nikoly a královny Mileny. Západně od cetinjského kláštera se nachází vyhlídkové místo Orlov krš, které bylo zbudováno roku 1896 k výročí padesáti let vlády dynastie Petrović-Njegoš v Černé Hoře.

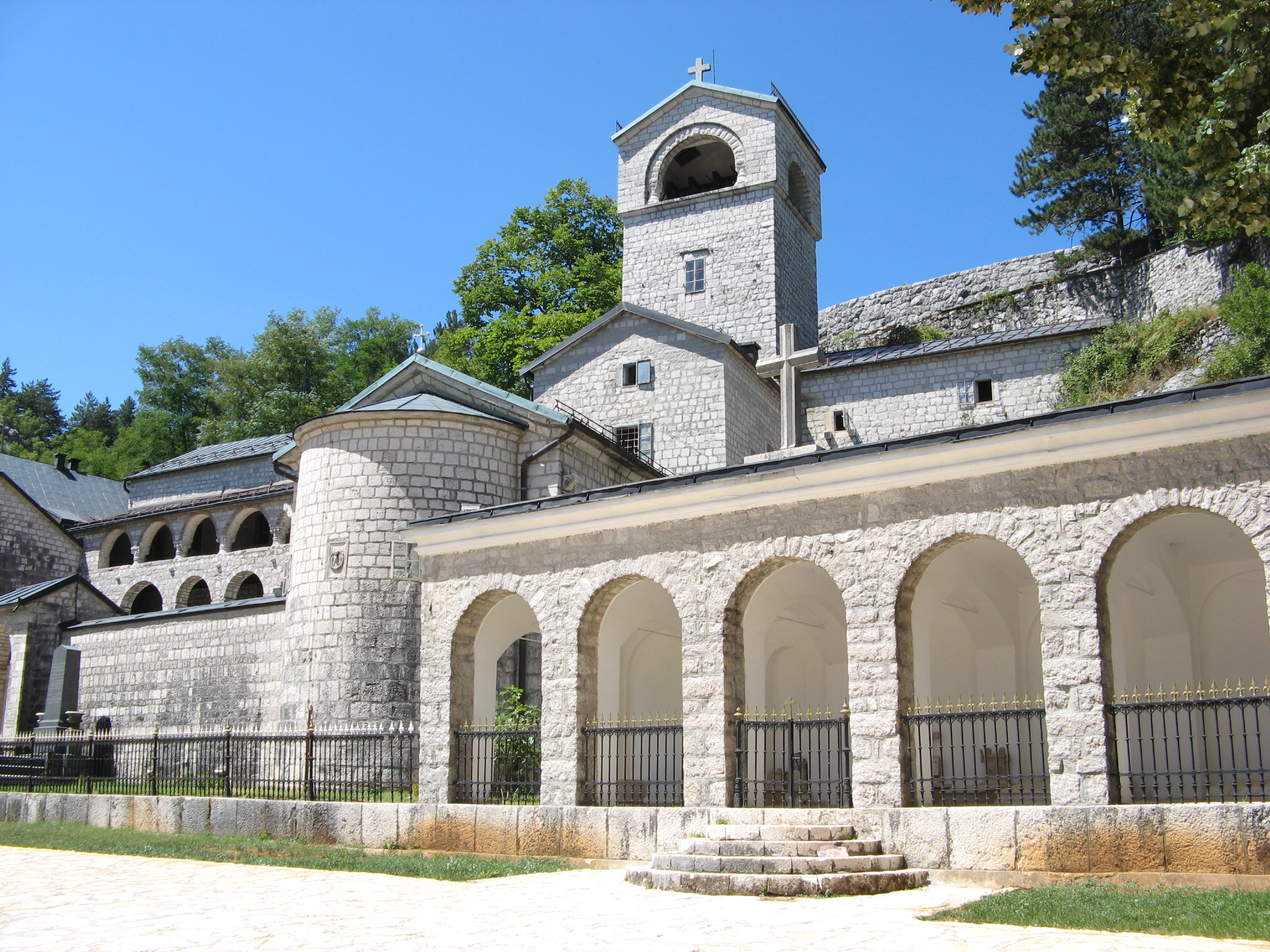
Cetinjský klášter

### Budovy bývalých ambasád
V dobách monarchie zde byla spousta mezinárodních velvyslanectví - např. italsko, francouzské, ruské, srbské, rakousko-uherské, britské, bulharské,španělské a další.

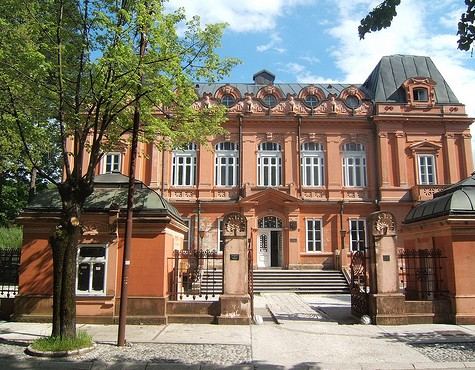
Bývalá ruská ambasáda

- Zámeček ruské ambasády je v současnosti sídlem akademie výtvarného umění
- v budově francouzské, rakousko-uherské a italské ambasády se nachází knihovny
- Budova britské ambasády hostí hudební akademii

## Kultura

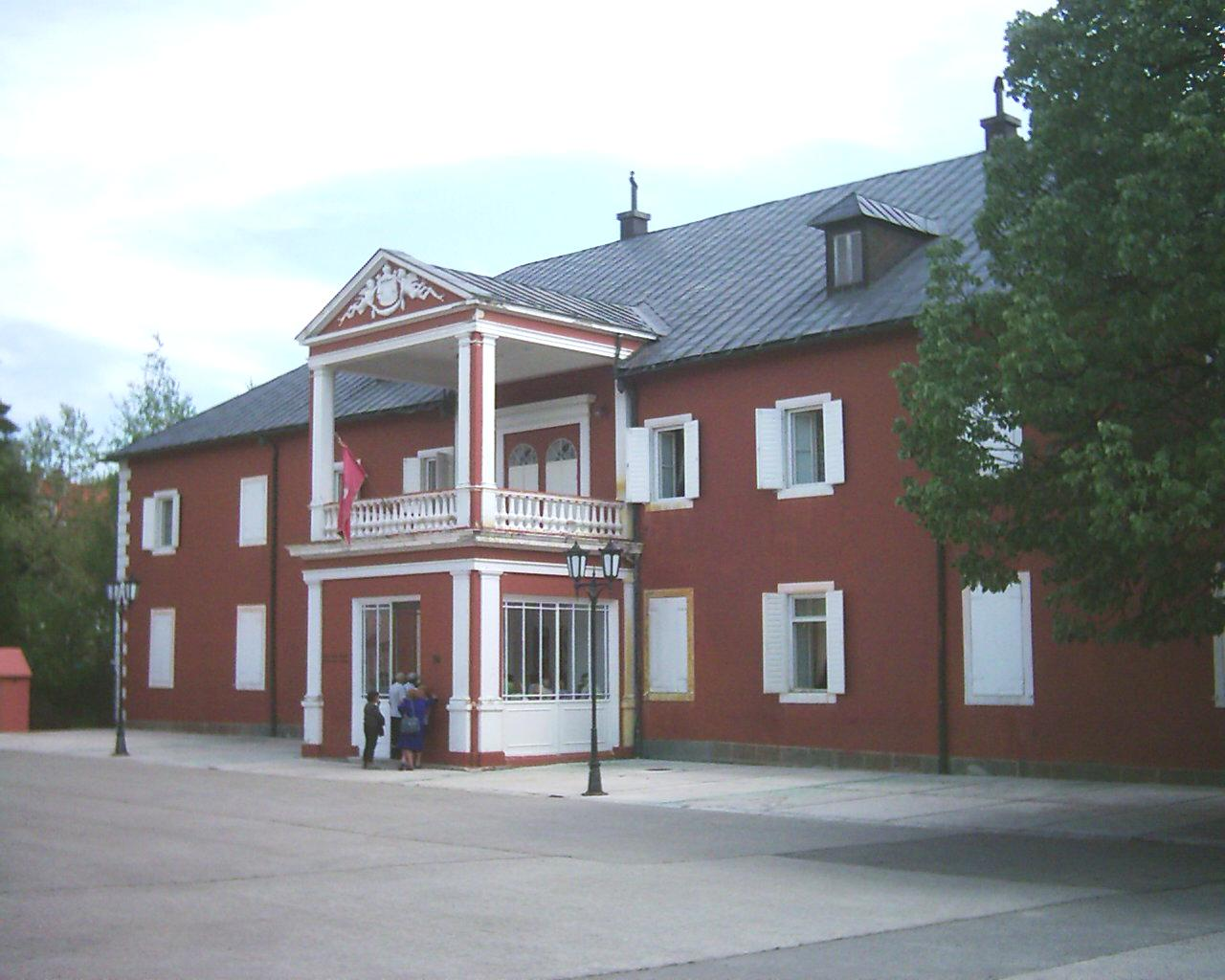
Černohorský královský palác, dnes Národní muzeum

Cetinje byla kulturní a vzdělávací centrum Černé Hory po dobu pěti století. Existuje zde pět státních institucí: Đurđe Crnojevićova Hlavní Národní knihovna, Černohorské Národní muzeum, Státní Ústav pro uchování kulturního dědictví a Zetski Dom – černohorské královské národní divadlo. Nejstarší – a kdysi nejdůležitější – kulturní instituce ve městě je klášter v Cetinje. Mezi další muzea v Cetinje patří Muzeum Cetinjského kláštera, Hitorické muzeum, Njegošovo muzeum a jeho rodný dům, umělecké muzeum, galerie ikon a galerie fresek. 
Ve městě se také nachází budovy Akademie múzických umění, Fakulta drama a Fakulta výtvarných umění - přední fakulty Univerzity Černé Hory. Sídlí zde také Státní archiv Černé hory srbsky Državni arhiv Crne Gore).
Od roku 1990 se v Cetinje pořádá pravidelné bienále věnované výtvarnému umění.

## Doprava

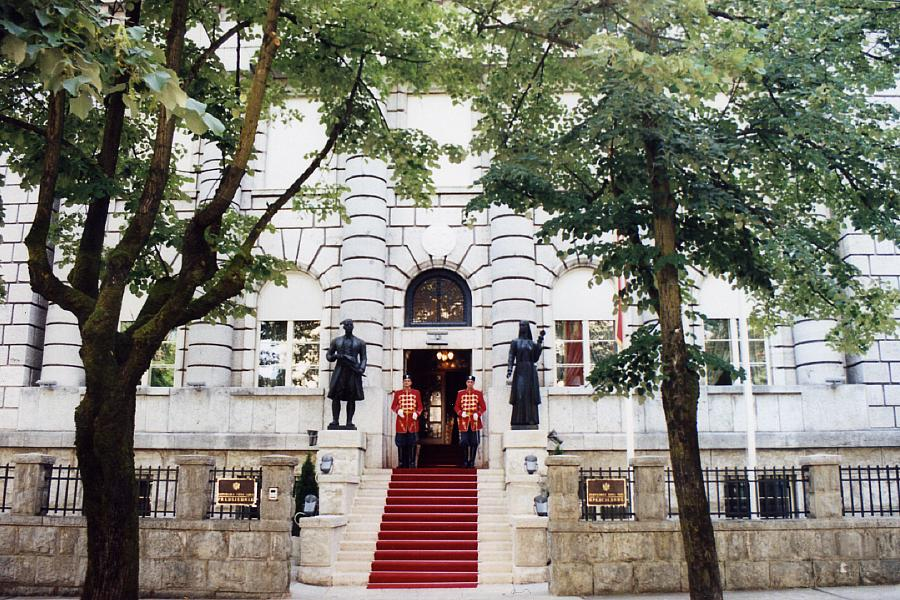
Prezidentský palác v Cetinji

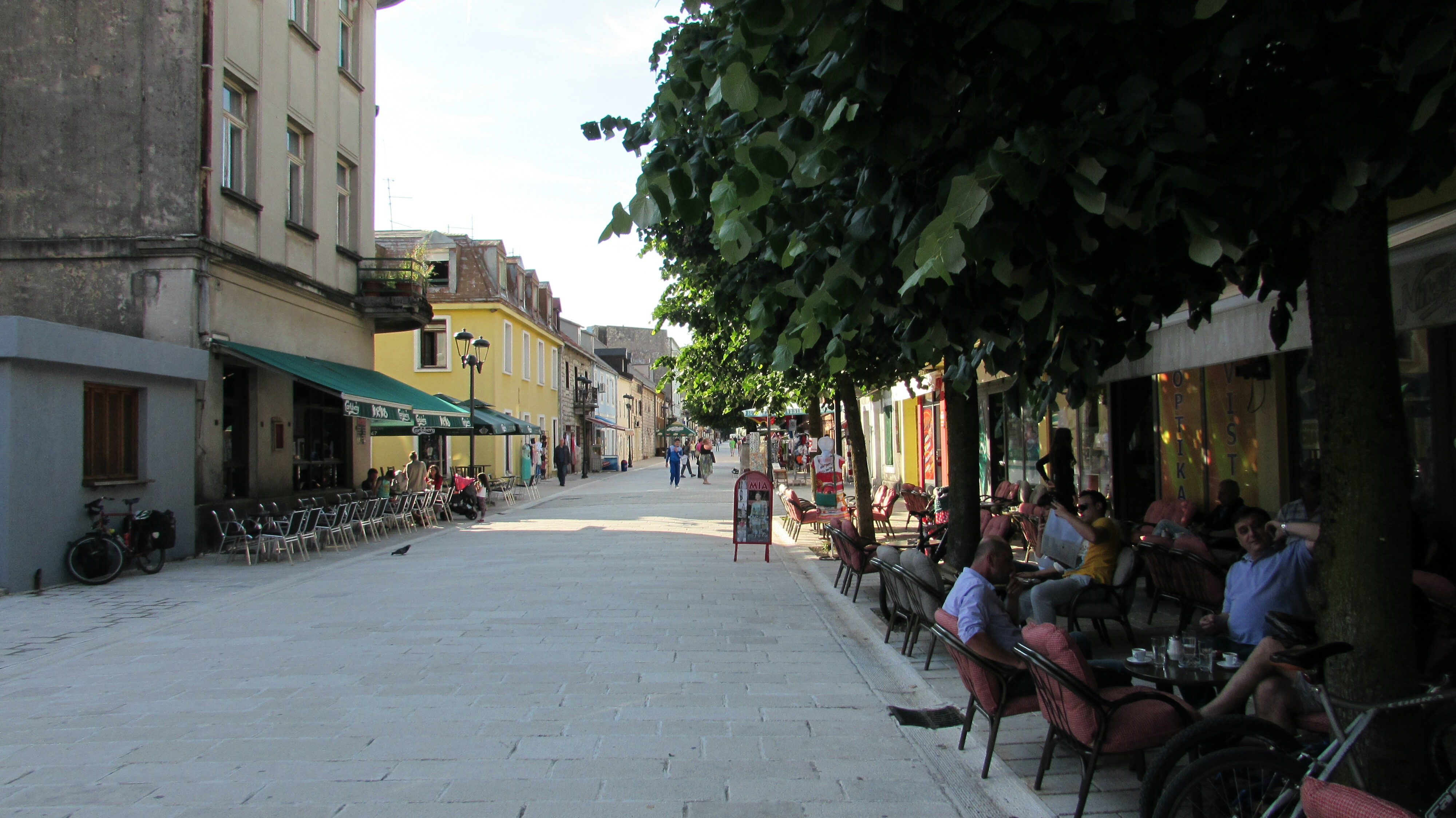
Pěší zóna ve středu města.

Hlavní silnice, která směřuje do historické metropole Cetinje je silnice M10, která směřuje na jih do Budvy a na východ do Podgorici. Vedena je většinou neosídlenou krasovou krajinou. Dvě méně významné regionální silnice poté směřují do Boky Kotorské, jedna z nich také i k mauzoleu na Lovćenu. 
Výhledově by měl být zbudován obchvat kolem města, který by měl být veden východně a severně od něj. V roce 2014 rovněž město Cetinje zvažovalo zavedení městské dopravy.
Mezinárodní letiště v Tivatu je vzdálené 50 km a jsou z něj pravidelně vypravovány lety do Bělehradu a Curychu a jsou zde i pravidelné charterové lety.
Mezinárodní letiště Golubovci v Podgorici je vzdálené 55 km a provozuje pravidelné linky do významných evropských destinací po celý rok.

## Sport
- FK Lovćen Cetinje – fotbalový klub[15]

## Známé osobnosti
- Petar Lubarda, malíř[16]
- Frédéric Rossif (1922-1990), režisér, scenárista, fotograf a dokumentarista
- Miodrag Djurić (Dado) (1933-2010), malíř
- Milorad Knežević (1936-2005), šachista
- Željko Živkovič (1968), basketbalista
- Veljko Uskoković (1971), hráč vodního póla
- Žarko Marković (1986), černohorsko-katarský házenkář
- Vasko Ševaljević (1988), házenkář
- Darko Pešić (1992), desetibojař
- Marija Vuković (1992), skokan do výšky
- Vladan Lipovina (1993), házenkář
- Vuko Borozan (1994), házenkář

## Partnerská města
Alba Iulia, Rumunsko